# Greg Pence
Gregory Joseph Pence (Columbus, 14 novembre 1956) è un politico statunitense, membro della Camera dei Rappresentanti per lo stato dell'Indiana dal 2019 al 2025. È il fratello maggiore del vicepresidente emerito Mike Pence.

## Biografia
Greg Pence è il maggiore di sei fratelli, tra cui il vicepresidente Mike. Ha ottenuto un master in business administration alla Loyola University Chicago. Ha servito per cinque anni e mezzo nei Marines. Congedatosi dopo la morte del padre, ha iniziato la sua carriera da imprenditore possedendo una catena di negozi di antiquariato nel sud dell'Indiana. 
Nel 2018 si candida alla Camera dei Rappresentanti per il sesto distretto dell'Indiana, rappresentato per 12 anni dal fratello Mike. Vince le elezioni contro la democratica Jeannine Lake con un margine di più di 30 punti percentuali.